# Hollandais
 (juin 2010).
Si vous disposez d'ouvrages ou d'articles de référence ou si vous connaissez des sites web de qualité traitant du thème abordé ici, merci de compléter l'article en donnant les références utiles à sa vérifiabilité et en les liant à la section « Notes et références ».
Pour les articles homonymes, voir Hollandais (homonymie).

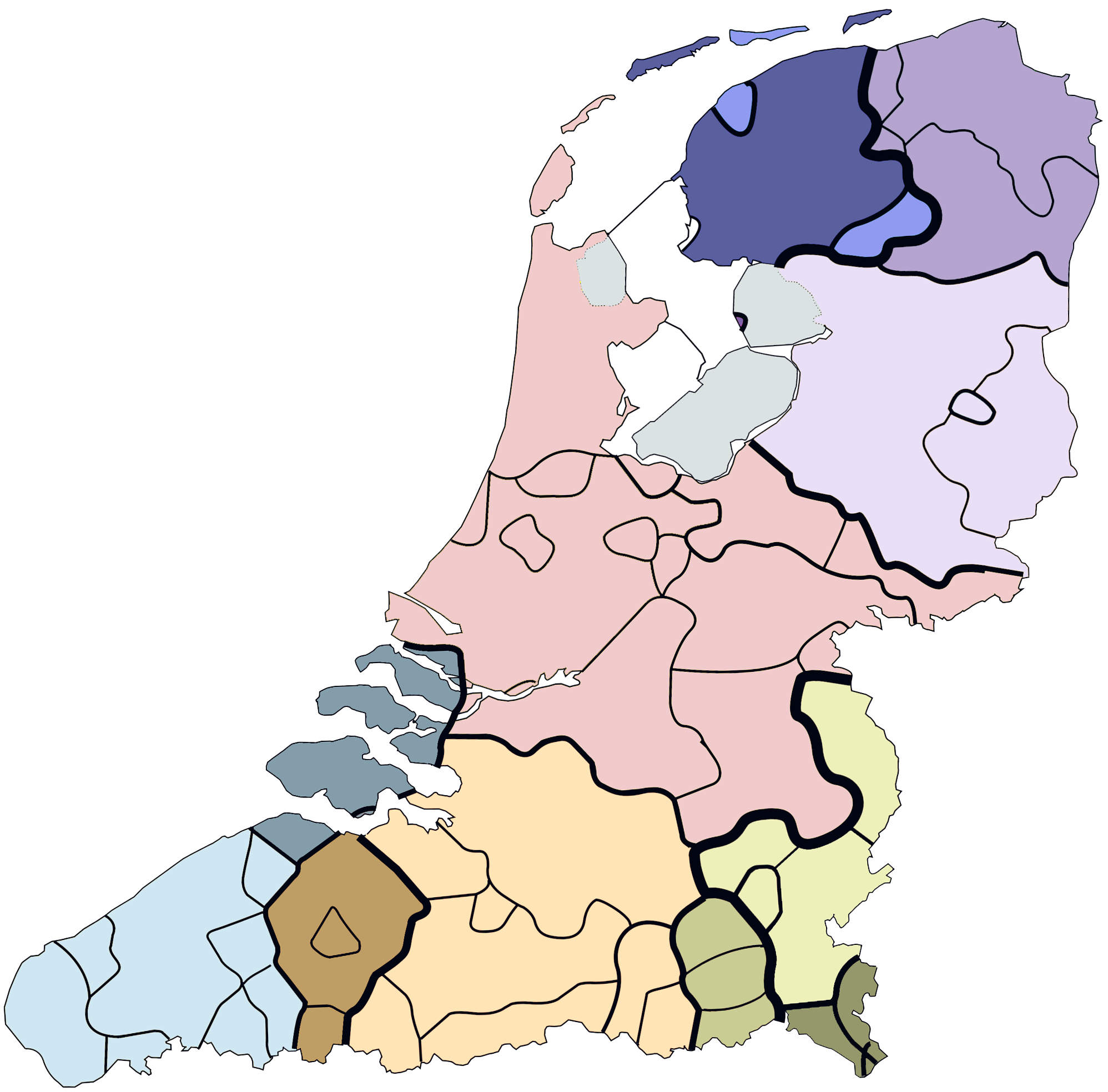
Hollandais comme partie occidentale des regions en rose

Le hollandais est un groupe de dialectes néerlandais parlés principalement dans les provinces de Hollande-Septentrionale, de Hollande-Méridionale et d'Utrecht. Ces dialectes qui sont d'origine francique ont été la base du néerlandais standard.
Le hollandais se divise en deux groupes majeurs : les dialectes méridionaux, par example les dialectes 
utrechtois-alblasserwaards (nl) et de La Haye avec des fortes influences du 
brabançon et les dialectes septentrionaux, où le substrat frison est beaucoup plus fort. Le hollandais près d'Amsterdam, est le plus proche du néerlandais standardisé. Le groupe septentrional, divisé en dialectes comme le Kennemers, le Zaans, l'Waterlands et Westfries, est au contraire bien idiosyncrate.